# Mistrzostwa Świata w Kolarstwie BMX 2002
7. Mistrzostwa świata w kolarstwie BMX 2002 odbyły się w brazylijskiej Paulínii, w dniach 26 – 28 lipca 2002 roku. W programie znalazły się następujące konkurencje: wyścig elite i juniorów (oba zarówno dla kobiet jak i mężczyzn) oraz cruiser juniorów i elite (tylko mężczyźni). W klasyfikacji medalowej zwyciężyli reprezentanci USA zdobywając łącznie cztery medale, w tym dwa złote.

## Medaliści
| Konkurencja:          | Złoto:              | Srebro:            | Brąz:           |
| Klasyfikacja mężczyzn |                     |                    |                 |
| Elite                 | Kyle Bennett        | Randy Stumpfhauser | Wade Bootes     |
| Juniorzy              | Pablo Gutierrez     | Taylor Wells       | Edwin Montoya   |
| Cruiser               | Randy Stumpfhauser  | Christian Becerine | Michal Prokop   |
| Cruiser juniorzy      | Santiago Duque      | Jérémy Cotte       | Pablo Gutierrez |
| Klasyfikacja kobiet   |                     |                    |                 |
| Elite                 | María Gabriela Díaz | Karine Chambonneau | Jana Horáková   |
| Juniorki              | Willy Kanis         | Cyrielle Convert   | Analía Díaz     |

## Tabela medalowa
| Miejsce | Państwo           | Złoto | Srebro | Brąz | Razem |
| ------- | ----------------- | ----- | ------ | ---- | ----- |
| 1       | Stany Zjednoczone | 2     | 2      | 0    | 4     |
| 2       | Francja           | 1     | 3      | 1    | 5     |
| 3       | Argentyna         | 1     | 1      | 1    | 3     |
| 4       | Kolumbia          | 1     | 0      | 1    | 2     |
| 5       | Holandia          | 1     | 0      | 0    | 1     |
| 6       | Czechy            | 0     | 0      | 2    | 2     |
| 7       | Australia         | 0     | 0      | 1    | 1     |